# Арно Деплешен
Арно́ Деплеше́н (фр. Arnaud Desplechin; нар. 31 жовтня 1960, Рубе) — французький кінорежисер та сценарист.

## Біографія та кар'єра
Арно Деплешен народився 31 жовтня 1960 року у невеликому містечку Рубе в інтелігентній сім'ї Роберта і Мадо Деплешен. Сестра — письменниця Марі Деплешен, один з братів — дипломат і актор Фабріс Деплешен. Арно вивчав кіномистецтво в Університеті Париж III, а потім, з 1981 — в Інституті вищої кіноосвіти (IDHEC), де захистив диплом у 1984 році.
Арно Деплешен зняв три короткометражні стрічки за творами бельгійського прозаїка Жана Рея. Наприкінці 1980-х працював головним кінооператором, знявши декілька фільмів. 1991 року режисер зняв 54-хвилинну драму «День мерця». Фільм завоював французьку кінематографічну премію «Жана Віго», як найкращий короткометражний фільм і його показали на Каннському кінофестивалі у 1990 році.
Наступний фільм Деплешена «Вартовий» (1992) входив уже до конкурсної програми Каннського кінофестивалю, а також був номінований в декількох категоріях, у тому числі і найпрестижніших, на «Сезар». У стрічці знялися Матьє Амальрік, К'яра Мастроянні, Ласло Сабо і багато акторів з фільму «День мерця». Мелодрама режисера «Як я обговорював… (моє сексуальне життя)» (1996) була високо відзначена критиками і номінована на «Золоту пальмову гілку».
У 2000 році Арно Деплешен зняв свій перший фільм англійською мовою «Естер Кан» — екранізацію твору Артура Саймонса, де в головній ролі знялася Саммер Фенікс. Стрічка присвячена пам'яті великого режисера Франсуа Трюффо. У ній використана техніка кінознімання кінематографістів «нової хвилі», яку уперше показав Франсуа Трюффо.
У 2007-му Деплешен зняв документальну стрічку «Кохана» про свою сім'ю, в будинку свого дитинства, який його батько, Робер, планує продати. У тому ж році режисер представив сімейну драму «Різдвяна казка» у якій знімалися зірки французького кіно Катрін Денев, Матьє Амальрік, Еммануель Дево, К'яра Мастроянні. Фільм брав участь в конкурсній програмі Каннського фестивалю 2008 року і був номінований на «Золоту пальмову гілку».
У 2008 році на екрани вийшла мелодрама Деплешена «Королі та королева», де комедія і трагедія змішані в історії про двох колишніх коханців, ролі яких виконали Матьє Амальрік та Еммануель Дево, а роль психіатра — Катрін Денев. Фільм отримав низку номінацій та кілька нагород, а Матьє Амальрік став володарем премії «Сезар» як найкращий актор 2005 року. Навколо цієї картини виникли суперечки, коли колишня подруга режисера акторка Маріанн Денікур звинуватила Арно Деплешена в розкритті подробиць її особистого життя. Вона опублікувала книгу «Mauvais génie» («Злий геній»), де описує свої стосунки з безпринципним режисером Арнольдом Деплешером. У 2006-му Денікур подала на нього до суду, але безуспішно.
Драма «Джиммі Пікард» — про солдата Джиммі Пікарда, індіанця з резервації, якого після Другої Світової війни починають турбувати психосоматичні захворювання, — стала номінантом на премію «Золоту пальмову гілку» Каннського кінофестивалю 2013 року.
У 2015 році Арно Деплешен поставив приквел свого фільму «Як я обговорював... (моє сексуальне життя)» 1996 року — «Три спогади моєї юності», за режисуру якого отримав «Сезара» 2016 року.

## Фільмографія
| Рік  | Назва                                      | Оригінальна назва                                 | Примітки                                                                            |
| ---- | ------------------------------------------ | ------------------------------------------------- | ----------------------------------------------------------------------------------- |
| 1989 | Безжальний світ                            | Un monde sans pitié                               | сценарист                                                                           |
| 1991 | День мерця                                 | La Vie des morts                                  | режисер, сценарист                                                                  |
| 1992 | Вартовий                                   | La Sentinelle                                     | режисер, сценарист                                                                  |
| 1996 | Як я обговорював... (моє сексуальне життя) | Comment je me suis disputé… (ma vie sexuelle)     | режисер, сценарист                                                                  |
| 2000 | Естер Кан                                  | Esther Kahn                                       | за новелою Артура Саймонса; режисер, сценарист                                      |
| 2003 | Лео грає: В компанії чоловіків             | Léo, en jouant «Dans la compagnie des hommes»     | за п'єсою Едварда Бонда; режисер, сценарист, продюсер                               |
| 2004 | Королі та королева                         | Rois et Reine                                     | режисер, сценарист                                                                  |
| 2008 | Різдвяна казка                             | Un conte de Noël                                  | режисер, сценарист                                                                  |
| 2013 | Джиммі Пікар                               | Jimmy P. (Psychothérapie d'un Indien des plaines) | за книгою франко-американського етнопсихоаналітика Жоржа Девере; режисер, сценарист |
| 2014 |                                            | La Forêt                                          | телевізійний; режисер                                                               |
| 2015 | Три спогади моєї юності                    | Trois souvenirs de ma jeunesse                    | режисер, сценарист (з Жулі Пейр)                                                    |
| 2017 | Привиди Ісмаєля                            | Les Fantômes d'Ismaël                             | режисер, сценарист (з Леа Місіус та Жулі Пейр)                                      |
| 2019 | О, дякую!                                  | Oh Mercy! (Roubaix, une lumière)                  | режисер, сценарист (з Леа Місіус)                                                   |
| 2021 | Обман                                      | Deception                                         | режисер, сценарист                                                                  |
| 2022 | Брат і сестра                              | Brother and Sister                                | режисер, сценарист                                                                  |
| 2024 | Любителі кіно!                             | Filmlovers!                                       | режисер, сценарист                                                                  |

## Визнання
| Рік  | Фільм                                      | Нагорода/Фестиваль                    | Категорія                                                             | Результат    |
| ---- | ------------------------------------------ | ------------------------------------- | --------------------------------------------------------------------- | ------------ |
| 1991 | День мерця                                 | Фестиваль європейських фільмів в Анже | Гран-Прі Спілки драматичних авторів і композиторів                    | Перемога     |
| 1991 | День мерця                                 | Фестиваль європейських фільмів в Анже | Премія Procirep                                                       | Перемога     |
| 1991 | День мерця                                 | Приз Жана Віго                        | Найкращий фільм                                                       | Перемога     |
| 1992 | Вартовий                                   | Кінофестиваль в Авіньйоні             | Приз за найкращий художній фільм                                      | Перемога     |
| 1992 | Вартовий                                   | Кінофестиваль в Боготі                | Золоте доколумбове коло                                               | Номінація    |
| 1992 | Вартовий                                   | Кінофестиваль в Боготі                | Срібне доколумбове коло                                               | Перемога     |
| 1992 | Вартовий                                   | Каннський кінофестиваль               | Золота пальмова гілка                                                 | Номінація    |
| 1993 | Вартовий                                   | Премія «Сезар»                        | Найкраща перша робота                                                 | Номінація    |
| 1993 | Вартовий                                   | Премія «Сезар»                        | Найкращий оригінальний або адаптований сценарій                       | Номінація    |
| 1996 | Як я обговорював... (моє сексуальне життя) | Каннський кінофестиваль               | Золота пальмова гілка                                                 | Номінація    |
| 2000 | Естер Кан                                  | Каннський кінофестиваль               | Золота пальмова гілка                                                 | Номінація    |
| 2000 | Естер Кан                                  | Віденський кінофестиваль (Вієнале)    | Нагорода читачів журналу «Стандарт» — Заохочувальний приз             | Перемога     |
| 2004 | Королі та королева                         | Венеційський кінофестиваль            | Золотий лев                                                           | Номінація    |
| 2004 | Королі та королева                         | Приз Луї Деллюка                      | Найкращий фільм                                                       | Перемога     |
| 2005 | Королі та королева                         | Премія «Сезар»                        | Найкращий фільм                                                       | Номінація    |
| 2005 | Королі та королева                         | Премія «Сезар»                        | Найкращий режисер                                                     | Номінація    |
| 2005 | Королі та королева                         | Премія «Сезар»                        | Найкращий оригінальний або адаптований сценарій (спільно з Роже Бобо) | Номінація    |
| 2005 | Королі та королева                         | Французький синдикат кінокритиків     | Найкращий французький фільм                                           | Перемога     |
| 2005 | Королі та королева                         | Золота зірка французького кіно        | Найкращий фільм                                                       | Перемога     |
| 2004 | Королі та королева                         | Золота зірка французького кіно        | Найкращий режисер                                                     | Перемога     |
| 2008 | Різдвяна казка                             | Каннський кінофестиваль               | Золота пальмова гілка                                                 | Номінація    |
| 2009 | Різдвяна казка                             | Премія «Сезар»                        | Найкращий фільм                                                       | Номінація    |
| 2009 | Різдвяна казка                             | Премія «Сезар»                        | Найкращий режисер                                                     | Номінація    |
| 2009 | Різдвяна казка                             | Премія «Сезар»                        | Найкращий оригінальний сценарій                                       | Номінація    |
| 2009 | Різдвяна казка                             | Золота зірка французького кіно        | Найкращий режисер                                                     | Перемога     |
| 2013 | Джиммі Пікард                              | Каннський кінофестиваль               | Золота пальмова гілка                                                 | Номінація    |
| 2013 | Джиммі Пікард                              | Приз Луї Деллюка                      | Найкращий фільм                                                       | Номінація    |
| 2014 | Джиммі Пікард                              | Премія «Сезар»                        | Найкращий фільм                                                       | Номінація    |
| 2014 | Джиммі Пікард                              | Премія «Сезар»                        | Найкращий режисер                                                     | Номінація    |
| 2014 | Джиммі Пікард                              | Премія «Сезар»                        | Найкращий адаптований сценарій                                        | Номінація    |
| 2015 | Три спогади моєї юності                    | Кінофестиваль у Кабурі                | Золотий «Сван» за найкращу режисуру                                   | Перемога     |
| 2016 | Три спогади моєї юності                    | Премія «Люм'єр»                       | Найкращий сценарій                                                    | Номінація    |
| 2016 | Три спогади моєї юності                    | Премія «Люм'єр»                       | Найкращий режисер                                                     | Перемога     |
| 2016 | Три спогади моєї юності                    | Премія «Сезар»                        | Найкращий фільм                                                       | Номінація    |
| 2016 | Три спогади моєї юності                    | Премія «Сезар»                        | Найкращий режисер                                                     | Перемога     |
| 2016 | Три спогади моєї юності                    | Премія «Сезар»                        | Найкращий сценарій (спільно з Жулі Пейр)                              | Номінація    |
| 2019 | О, дякую!                                  | Каннський кінофестиваль               | Золота пальмова гілка                                                 | В очікуванні |

## Громадська позиція
Підписав петицію до президента Росії з вимогою звільнити українського режисера Олега Сенцова